# Pedicularis lanata
Pedicularis lanata — вид рослин родини вовчкові (Orobanchaceae), поширений на півночі Північної Америки й Азії. Етимологія: лат. lanata — «вовнистий»

## Опис
Багаторічна трава висотою 5–25 см. Стрижневий корінь яскраво-жовтого кольору. Стовбур вовнистий. Вузьке листя перисте.
Вовнисте багатоквіткове суцвіття щільне, подовжується при зрілості. Віночок до 2 сантиметрів завдовжки, як правило, темно-рожевий, але іноді білий; оточений зубчастими чашолистками. Плід — сидяча, суха, широко ланцетна, чітко сплюснена, жовтуватий або коричнева, з дзьобом капсула довжиною 8–13 міліметрів, відкривається в верхівці й частково або повністю вниз з однієї сторони. Насіння має стільниковий візерунок, (1.5)2–3 мм довжиною, жовтувате (або попелясто-сіре, коли сухе). 2n=16(2x).

## Поширення
Північна Америка: Ґренландія, Канада, Аляска — США; Азія: Далекий Схід Росії.
Населяє пагорби, річкові тераси, тундру, сухі луки, пустки, заплави.

## Галерея

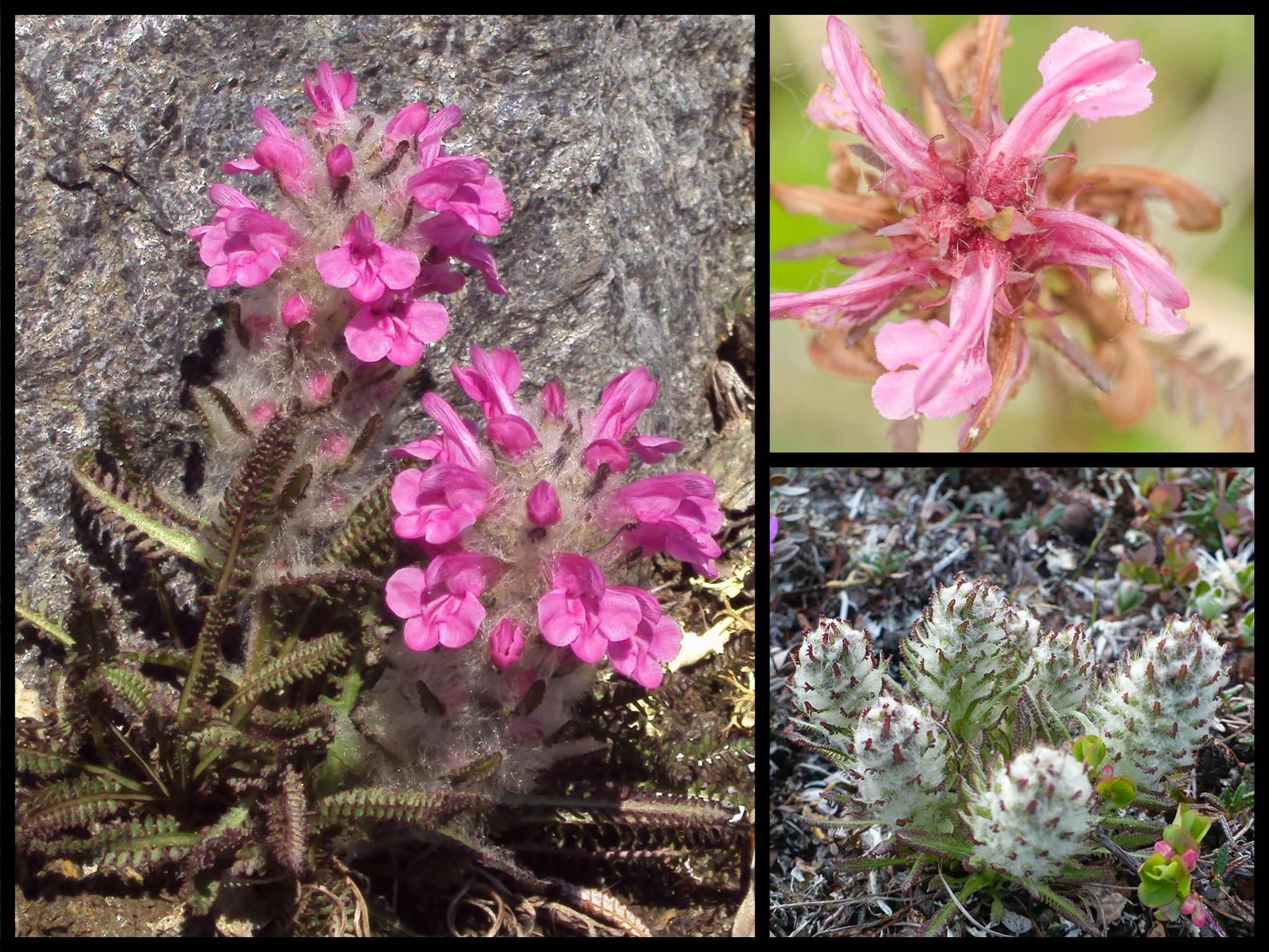